# Telipogon lagunae
Telipogon lagunae är en orkidéart som beskrevs av Rudolf Schlechter. Telipogon lagunae ingår i släktet Telipogon och familjen orkidéer.
Artens utbredningsområde är Colombia. Inga underarter finns listade i Catalogue of Life.